# Костицький Василь Васильович
Васи́ль Васи́льович Кости́цький (нар. 20 червня 1956 у с. Заріччя, Надвірнянський район, Станіславська область) — український політичний та громадський діяч, екс-голова Національної експертної комісії України з питань захисту суспільної моралі, Народний депутат України I, II, III скликань.
Василь Костицький — доктор юридичних наук, професор, Заслужений юрист України, дійсний член (академік) Національної Академії правових наук України. Нагороджений орденом «За заслуги» III ст. (1996) та II ст. (2007), грамотою Верховної Ради України (2001), подякою Президента України (1998), Почесною грамотою Кабінету Міністрів України (2004). Одружений, має трьох дітей. Член Всеукраїнського товариства «Просвіта» імені Тараса Шевченка, професор державного вищого навчального закладу «Прикарпатський національний університет імені Василя Стефаника».

## Освіта
Закінчив Львівський державний університет ім. І. Франка, юридичний факультет: спеціальність — правознавство (1978 р.); Львівський лісотехнічний інститут, інженерно-економічний факультет: спеціальність — інженер–економіст (1990 р.). У 1985 р. закінчив аспірантуру Інституту держави і права АН СРСР та захистив кандидатську дисертацію.

## Кар'єра

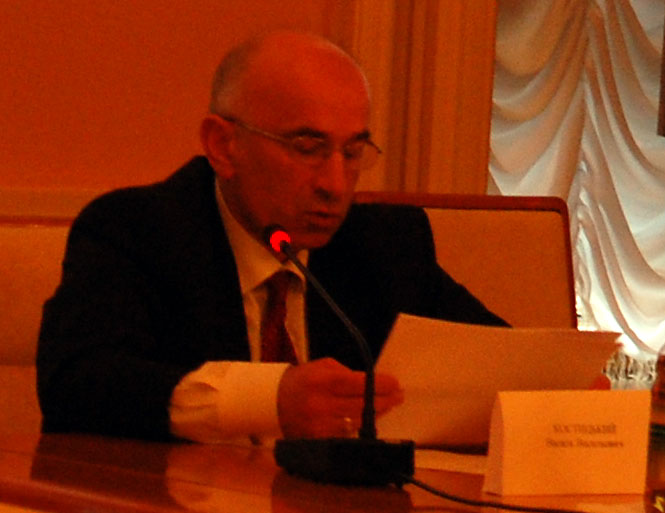
Василь Костицький у 2009

### Робота в Україні
- 1978—1987 рр. — працював у Львівському облвиконкомі.
- 1991—1993 рр. — заступник Міністра охорони навколишнього природного середовища України[4][5].
- 1995—1996 рр. — член Комітету у справах жінок, материнства і дитинства при Президентові України.
- 1997—2000 рр. — радник Президента України[6][7].

По закінченні політичної кар'єри працював першим заступником голови Державної судової адміністрації України, заступником Міністра фінансів України.

### Робота у загальноєвропейських інституціях
- 1991—1993 рр. — старший радник від України з питань екології у Європейській економічній комісії ООН (м. Женева, Швейцарія).
- 1996—2002 рр. — представник України у Парламентській асамблеї Ради Європи.
- 1998—2002 рр. — віце-президент фракції Європейської народної партії в Парламентській асамблеї Ради Європи.

## Наукова діяльність
З 1978 р. — на викладацькій роботі спочатку у Львівському державному університеті ім. І. Франка, а 1987—1991 рр. — у Львівському лісотехнічному інституті. У 1993—1995 рр. — завідувач кафедри теорії та історії держави і права Прикарпатського університету ім. В. Стефаника. У 1999—2001 рр. працював на посаді директора Науково–дослідного інституту приватного права і підприємництва Академії правових наук України. В останні роки, після роботи на посаді голови правління Державної іпотечної установи, був начальником Науково-дослідного центру з проблем оподаткування Національного університету державної податкової служби України, директором Юридичного інституту «Інститут повітряного і космічного права».

## Публікації
Василь Костицький є автором 17 монографій, понад 200 наукових праць, книг і брошур з юридичної, екологічної, економічної та соціальної тематики.
Деякі з публікацій:
- «Основи соціоекології» (1994, у співавторстві)
- «Я розумію людей, незадоволених владою» (1997)
- «Екологічне законодавство України» (1998)
- «Україна: прогноз розвитку продуктивних сил (у 2-х томах)» (1998 у співавторстві)
- «Україна: проблеми економічного зростання та мобілізації внутрішніх резервів економіки» (2000 у співавторстві)
- «Екологія перехідного періоду: право, держава, економіка (Економіко-правовий механізм охорони навколишнього середовища в Україні)» (2001)
- «Економічний патріотизм, як складова національної ідеї» (2002)
- «Релігія і Церква в Україні: політико-правові проблеми» (2002)
- «Закон перманентної концентрації капіталу: історія економіки та українські реалії» (2004)
- «Україна та Європейський Союз: перспективи, переваги і проблеми євроінтеграції» (2006 у співав.)

Василь Костицький — член редакційних колегій журналів: «Малий і середній бізнес», «Вісник господарського судочинства», «Рідна природа», «Правова інформатика», «Повітряне і космічне право».

## Парламентська та екологічна діяльність
Професор Костицький є співавтором Конституції України та більше 150 законопроєктів з питань захисту суспільної моралі, судово-правової реформи, власності, захисту прав особи, охорони здоров'я, вільності віросповідання, з проблем охорони довкілля, («Про захист суспільної моралі і психіки населення від негативного впливу кіно-, відео-, телепродукції» (1996); «Про власність» та «Про захист прав власності» (1996) тощо), а також ряду Законів України щодо реформування судової системи, зокрема «Про Вищу раду юстиції», «Про кваліфікаційні комісії суддів», «Про Конституційний суд», «Про суддівське самоврядування», «Про судовий устрій». Більшість законопроєктів, підготовлених за участю Костицького В. В., прийняті Верховною Радою України.
Василь Костицький — активний учасник становлення і один із засновників Зеленого руху в Україні; 1990—1992 рр. — заступник голови Львівської асоціації «Зелений світ»; 1992—1998 рр. — віце-президент Української екологічної асоціації «Зелений світ»; з 1992 р. — віце-президент і академік Української екологічної академії наук.

## Відзнаки та нагороди
- Заслужений юрист України;
- Орден «За заслуги» (Україна) III ст. (1996)[14]
- Подяка Президента України (1998),
- Почесна грамота Верховної Ради України (2001),
- Почесна грамота Кабінету Міністрів України (2004)[15]
- Орден «За заслуги» (Україна) II ст. (2007)[16],
- Відзнака Президента України — ювілейна медаль «25 років незалежності України» (2016).[3]